# 張衞帆
張衞帆，臺灣作曲家，狂想音樂有限公司音樂製作人，畢業於淡江大學。

## 生平
因為衞跟衛2字太像，所以常常被人寫錯名字。非音樂科班出身，從高中時期開始接觸電吉他，在大學時期組過搖滾樂團。師承作曲家周志華。
2016年，與霹靂國際多媒體公司合作，譜寫《霹靂布袋戲》的部分角色曲；也和赤燭遊戲團隊合作，譜寫恐怖遊戲《返校》的配樂。同年12月，張衞帆發行個人專輯《掉入時空縫隙的人》，其專輯的創作靈感來自人民聖殿教的教派自殺事件。
2017年3月，在獨立音樂新聞網站《Blow吹音樂》的專訪中，自述音樂創作方面受到香港殭屍片的音效、嗩吶音樂、龐克搖滾、美國油漬搖滾樂團Nirvana、後搖滾及低傳真音樂曲風的啟發。
2017年10月，與日本恐怖遊戲《沉默之丘》作曲家山岡晃對談。
2019年，擔任恐怖遊戲《還願》主題曲碼頭姑娘之製作人、編曲
2020年，與Emi Evan共同創作單曲《RE:IGNITE》
2021年，為動畫《勇者動畫系列》創作配樂
2022年，為電影 《素還真》和Netflix原創影集《媽，別鬧了！》配樂，並在7月和歌手 韋禮安合作《火鳳燎原》單曲只用一次 （页面存档备份，存于），和ACME Studio合作的Asterigos: Curse of the Stars失落迷城遊戲配樂獲得NYX遊戲獎的最佳音樂金獎;同年和歌手《Troy Baker》共同創作單曲Reality （页面存档备份，存于）
2023年，為Asus Rog的Cyberpunk動畫[RE:SET]創作配樂，並為遊戲《House Flipper 2》、《Raid on Taihoku台北大空襲》創作原聲音樂

## 作品

### 個人專輯
- 掉入時空縫隙的人（2016年），作曲[6][5]

### 電影
- 空車（2016年），作曲，導演張耕聞
- 盧克萊修計畫（2017年），作曲，導演畢佳翰
- 最後一站 The Last Stop（2018年），作曲，導演謝家忻
- 東經北緯（2021年），作曲，導演袁緒虎
- 素還真DEMIGOD: The Legend Begins（2022年），作曲，導演黃強華

### 電視劇
- 你是我的唯一（2009年），編曲
- 流星蝴蝶劍（2010年），音樂
- 新白髮魔女傳（2012年），音樂
- 賢妻（2012年），音樂
- 淚灑女人花（2013年），音樂，插曲《蝴蝶》，作曲：張衞帆
- I , For Rent.（2013年），音樂，導演張耕聞
- 完美新娘（2013年），音樂，插曲《喚不回的夢》，作曲：張衞帆，作詞：羅晴，編曲：黃偉哲，演唱：李婭莎
- 封神英雄榜（2014年），音樂，插曲《花淚》，作曲：張衛帆、王建誼，作詞：羅晴，演唱：陳品姈
- 劍俠（2014年），音樂，插曲《天壤之別》，作曲：張衞帆，作詞：羅晴，演唱：蔡幸芳[8]
- 少林寺傳奇·藏經閣（2014年），音樂，插曲《紅舞沙》，作曲：張衞帆，作詞：羅晴，演唱：陳品伶[9]
- 真命天子（2015年），音樂
- 霹靂狼煙之古原爭霸（2016年），角色曲《生死靈馱》與《天暘聖耀》，作編曲[10]
- 霹靂天命之仙魔鏖鋒（2016年），角色曲《禁城罌粟》、《千載明道》、《焚世烽火》、《傲軍狂人》、《平凡是真》及《憶相逢》，作編曲[11]
- 霹靂英雄戰紀之刀說異數(2019），作曲
- 勇者動畫系列（2021年），作曲
- 媽，別鬧了！（2022年），作曲

### 紀錄片
- 讓靈魂回家（2012年），聲音後製[12]
- 藝術很有事(2017年)，片頭曲、片尾曲、插曲配樂創作[13]

### 電子遊戲
- Tiny Piano（2014年），作曲
- 駱馬歷險記（2014年），編曲
- 英雄雞（2016年），作曲[14]
- 神器獵人（2016年），作曲[15]
- 艾薩克傳真龍傳奇（2016年）主題歌「神一般的存在」製作編曲，主題曲 [ Legend Of The Glory ]製作/作曲
- 《返校》（2017年），作曲[16][17][18][19]
- 星際擴散（2017年），作曲[20]
- 《打鬼PA GUi》（2018年），作曲[21][22]
- 《還願》（2019年），片尾曲「碼頭姑娘」製作、編曲
- 《三國群英傳8》（2021年），片頭曲、Menu Theme
- 《失落迷城》（2022年）
- 《Raid on Taihoku台北大空襲》（2023年）
- 《House Flipper 2》（2023年）

### 原聲帶
- 空車（2016年），作曲，電影原聲帶
- 英雄雞（2016年），作曲，遊戲原聲帶
- 返校（2017年），作曲，遊戲原聲帶[23]
- 盧克萊修計畫（2017年），作曲，電影原聲帶
- 藝術很有事（2018年），作曲，電視原聲帶
- 〈RE:IGNITE〉 (feat. Emi Evans)（2020年），作曲，廣告單曲
- 三國群英傳8（2021年），作曲，遊戲原聲帶
- 東經北緯（2021年），作曲，電影原聲帶
- 勇者動畫系列配樂原聲帶（2021年），作曲，電視原聲帶
- 素還真DEMIGOD: The Legend Begins電影原聲帶（2022年），作曲
- 《媽，別鬧了！》原聲帶（2022年），作曲
- Asterigos: Curse of the Stars失落迷城原聲帶（2022年），作曲
- 《Raid on Taihoku台北大空襲》（2023年）
- 《House Flipper 2》（2023年）

### 其他
- The Quasar IV Campaign （页面存档备份，存于）（2013年），作曲，導演鄧皓元
- The Way of Ninja （页面存档备份，存于）（2013年），作曲，導演鄧皓元
- Wish8 四部曲 （页面存档备份，存于）（2015年），作曲，導演鄧皓元
- Qmote: The Smart Remote That Does It All （页面存档备份，存于）（2015年），作曲，導演鄧皓元
- Enerpad AC插座行動電源-中文版 （页面存档备份，存于） （2015年），作曲，導演鄧皓元
- Turing Robotic Industries Trustworthy Communications （页面存档备份，存于） （2015年），作曲，導演鄧皓元
- Synergies｜ 提供企業大數據人工智慧解決方案 （页面存档备份，存于）（2020年），作曲，導演鄧皓元

## 家族
- 哥哥張衞航為律師，於2020年中華民國立法委員選舉代表時代力量作為新北市第一選區的立委參選人[24]

## 外部連結
- 官方网站